# Johannes Willibrordus Maria Hendriks

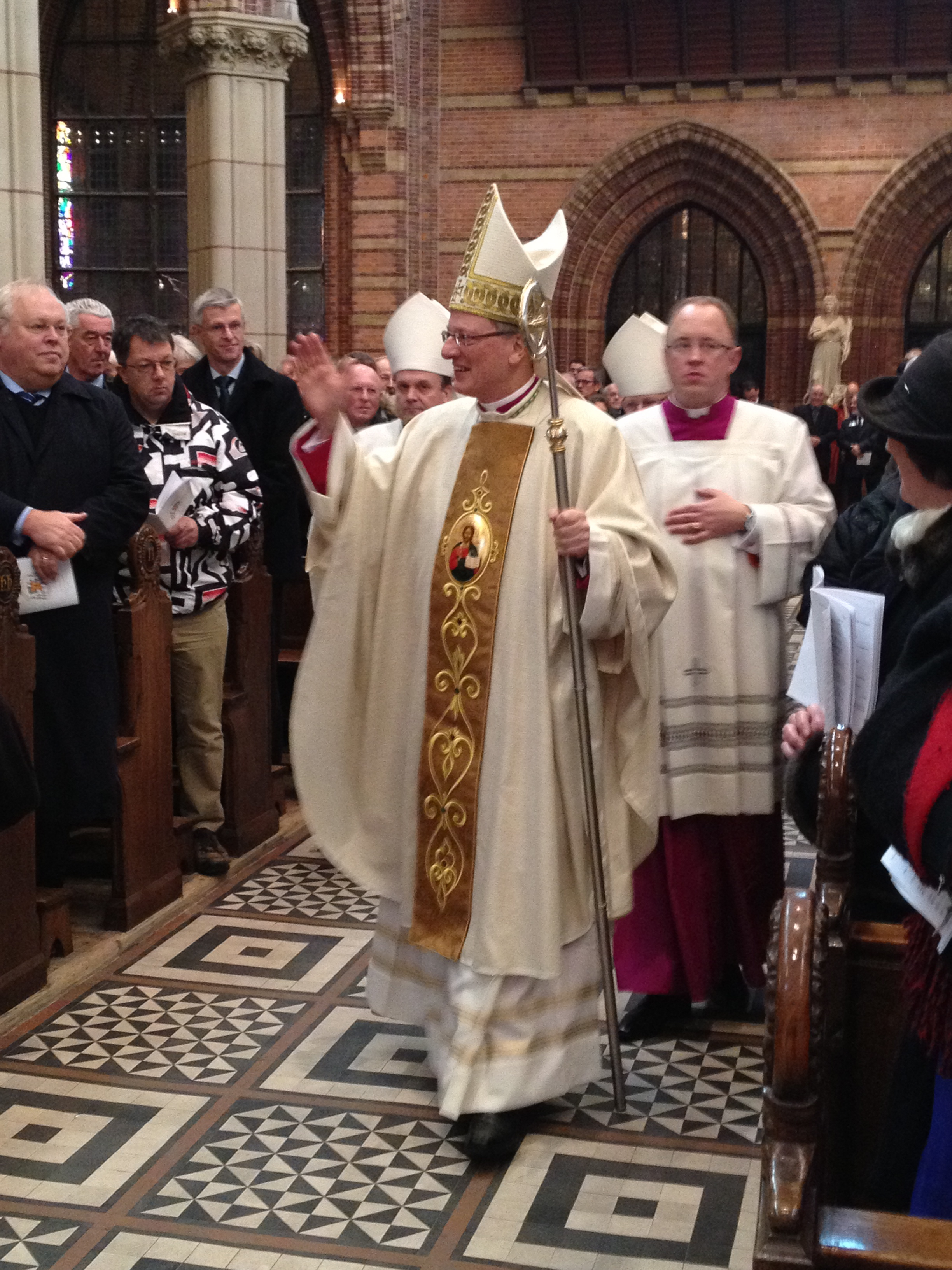
Hendriks am Tag seiner Bischofsweihe, 2018

Wappen von Johannes Willibrordus Maria Hendriks als Weihbischof

Johannes Willibrordus Maria Hendriks (* 17. November 1954 in Leidschendam) ist ein niederländischer Geistlicher und römisch-katholischer Bischof von Haarlem-Amsterdam.

## Leben
Johannes Hendriks empfing am 29. September 1979 die Priesterweihe.
Papst Benedikt XVI. ernannte ihn am 25. Oktober 2011 zum Weihbischof in Haarlem-Amsterdam und Titularbischof von Arsacal. Der Bischof von Haarlem-Amsterdam, Jozef Marianus Punt, spendete ihm am 10. Dezember desselben Jahres die Bischofsweihe; Mitkonsekratoren waren Johannes Gerardus Maria van Burgsteden SSS, emeritierter Weihbischof in Haarlem-Amsterdam, und Johannes Harmannes Jozefus van den Hende, Bischof von Rotterdam.
Papst Franziskus ernannte ihn am 30. September 2017 zusätzlich zum Mitglied des Obersten Gerichtshofes der Apostolischen Signatur.
Am 22. Dezember 2018 ernannte ihn Papst Franziskus zum Koadjutorbischof von Haarlem-Amsterdam. Mit dem Rücktritt von Jozef Marianus Punt am 1. Juni 2020 folgte Johannes Willibrordus Maria Hendriks diesem als Bischof von Haarlem-Amsterdam nach.